# John Gillett
John Gillett (1925–1995) va ser un crític de cinema i investigador anglès, la carrera del qual al British Film Institute va abastar més de 44 anys. També va organitzar programes per al National Film Theatre sobre treballs de Buster Keaton, primer cinema rus i cinema japonès, per nomenar-ne uns quants. Va escriure ressenyes de films per a la revista The Monthly Film Bulletin. Amb Ian Christie va editar Futurism/Formalism/FEKS: 'Eccentrism' and Soviet Cinema 1918-1936. També va publicar el llibre Yasujiro Ozu: A Critical Anthology, amb David Wilson.
Va exercir com a jurat internacional al 15è Festival Internacional de Cinema de Berlín el 1965 i com a membre del jurat el juliol del 1994 al 29è Festival Internacional de Cinema de Karlovy Vary.
El juny de 1995 va rebre l'Orde de l'Imperi Britànic (MBE) pels seus serveis prestats al British Film Institute. El mateix any fou guardonat amb la japonesa Orde del Tresor Sagrat, Raigs d'Or amb Roseta com a reconeixement de la seva contribució a l'apreciació de cine i cineastes japonesos. La col·lecció John Gillett està a càrrec del British Film Institute.
El 1996 es va rodar una pel·lícula en tribut a John Gillett pel British Film Institute, amb Leslie Hardcastle, David Robinson i Sheila Whitaker.